# Beraprosta
Beraprosta é um análogo sintético da prostaciclina que está sendo estudado em ensaios clínicos para o tratamento da hipertensão pulmonar.